# Scinax canastrensis
Scinax canastrensis är en groddjursart som först beskrevs av Cardoso och Célio F.B. Haddad 1982.  Scinax canastrensis ingår i släktet Scinax och familjen lövgrodor. IUCN kategoriserar arten globalt som otillräckligt studerad. Inga underarter finns listade i Catalogue of Life.